# 堀江佐吉
堀江 佐吉（ほりえ さきち、弘化2年2月3日（1845年3月10日） - 明治40年（1907年）8月18日）は、明治時代の青森県において洋風建築を多く手がけた大工棟梁である。青森県弘前市出身。

## 概要
弘前の覚仙町の生まれ。祖父の代から弘前藩の御用大工で、父の伊兵衛も「お城大工」として知られた。弘前で初めて、また青森県でも最古ともいう洋風建築を手がけたといわれる棟梁の今常吉が佐吉の家の近くに洋風の個人邸宅を建設し始めたことがきっかけで現場に日参して技術を習得した。
1879年（明治12年）（35歳）に北海道に出稼ぎに渡ると函館の洋風建築の街並みに驚き、開拓使関係の工事に従事しながら洋風建築を見て回り、見取図を作って構造を研究した。
弘前に帰った後、1880年（明治13年）には家族や弟子などを連れて青森で家を借り、軍関係の施設の建設などに携わっていた。しかし、東奥義塾校舎の類焼後に再建を依頼されたことから、これを請け負い、自らが設計施工を手掛ける最初の洋風建築として1886年（明治19年）に竣工した。
1889年（明治22年）（45歳）には、大倉組（後の大成建設）の依頼を受けて屯田兵舎建設のため再び北海道に渡った。このとき視察に来た大倉喜八郎は佐吉の仕事に感服し慰労金を渡そうとしたが、これを辞退し、別に授けられた金一封とともに大工職人らに分け与えた。
屯田兵村の建設後も大倉組の要望で札幌で諸工事に従事していたが、再び焼失した東奥義塾校舎の再建を依頼され、弘前に戻って1890年（明治23年）に本格的な洋風建築で校舎を再建させた（ただし再建された校舎も焼失により現存しない）。
その後、1896年（明治29年）竣工の五所川原の佐々木嘉太郎邸、1898年（明治31年）竣工の第8師団司令部、1904年（明治37年）の第五十九銀行本店などを手掛けた。
1907年（明治40年）には旧弘前偕行社が起工したが、完成を見ることなく同年8月に亡くなった（旧弘前偕行社は11月に竣工した）。葬儀の会葬者は1000人を超えたため葬列の道順が変更されるほどだった。
生涯に手掛けた建築数は1000件以上とされるが、ほとんど現存していない。ただし、第二次世界大戦の空襲を免れた弘前には建物が多く現存しており、弘前の観光資源になっている。
洋風建築だけではなく、弘前城本丸石垣修復工事（1896年（明治29年））や市内の革秀寺、長勝寺などの修理も手がけている。
なお、1908年（明治41年）には、生前の功績を讃える「棟梁堀江佐吉翁記念碑」が、第五十九銀行の頭取だった大道寺繁禎ら20名が発起人となって市内銅屋町にある最勝院の境内に建立されており、高さ約7メートルに及ぶ石碑には工学博士古市公威により揮毫されている。
また後進をよく育てており、長男彦三郎（旧弘前偕行社など）、四男伊三郎（旧津島家住宅、日本基督教団弘前教会教会堂（青森県重宝）など）、六男金蔵・七男幸治（旧藤田別邸（現：藤田記念庭園洋館／国の登録有形文化財）、佐瀧本店・別邸（国の登録有形文化財）、旧第五十九銀行青森支店（現：青森県立郷土館企画展示室／国の登録有形文化財）など）や、西谷市助（盛美園洋館（国の名勝）など）など、彼の下で働いた人間も多くの洋風建築・近代建築を残している。

## 現存する主な建築物
- 旧東奥義塾外人教師館（1901年）（明治34年）（青森県重宝）[2]
- 旧第五十九銀行本店本館（1904年）（明治37年）（現：青森銀行記念館／国の重要文化財）弘前市[2]
- 旧弘前市立図書館（1906年）（明治39年）（青森県重宝）弘前市[2]
- 旧津島家住宅（1907年）（明治40年）（現：太宰治記念館 「斜陽館」／国の重要文化財）五所川原市（旧金木町）[1]
- 旧弘前偕行社（1907年）（明治40年）（現：弘前厚生学院記念館／国の重要文化財）弘前市[2]

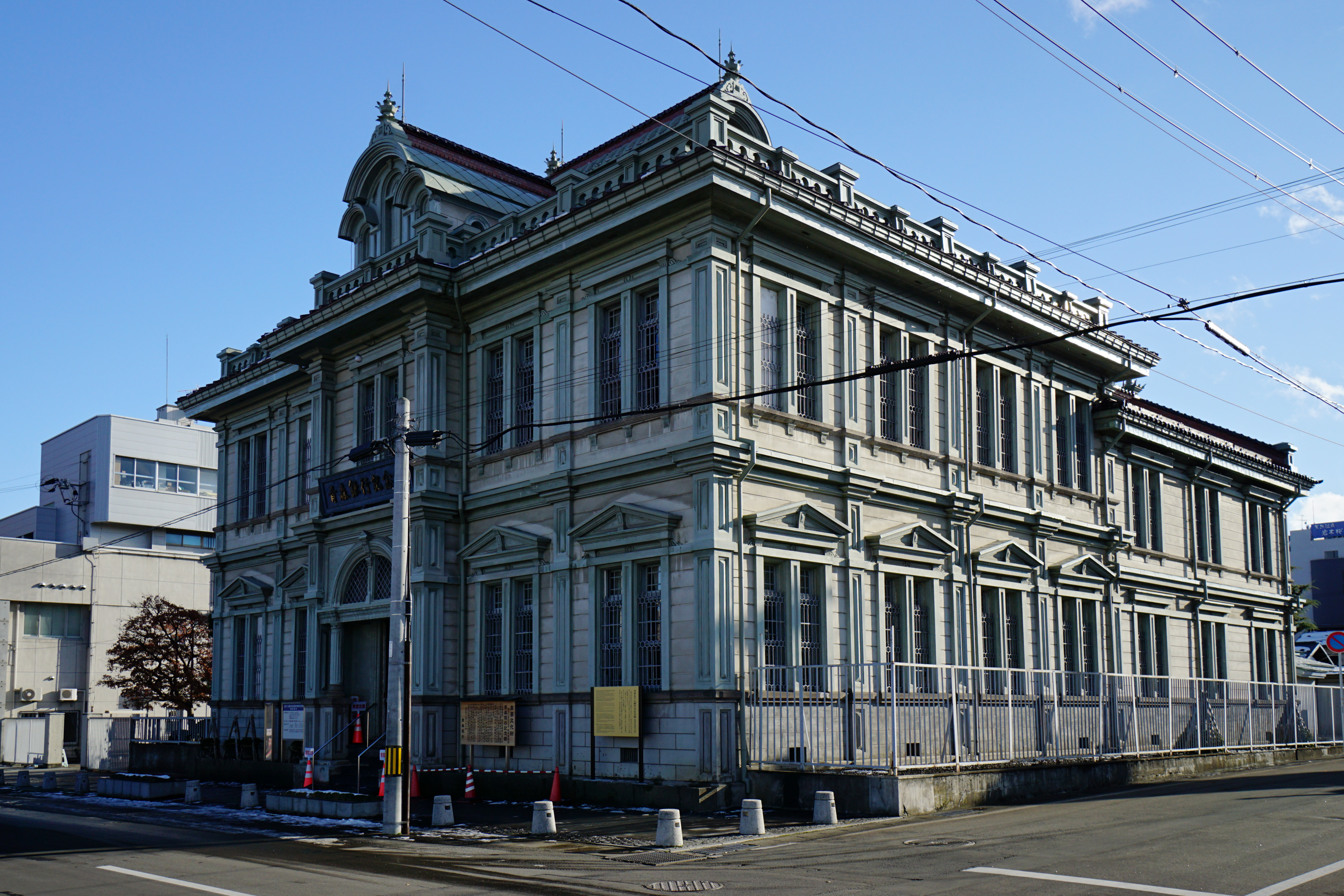
旧第五十九銀行本店本館
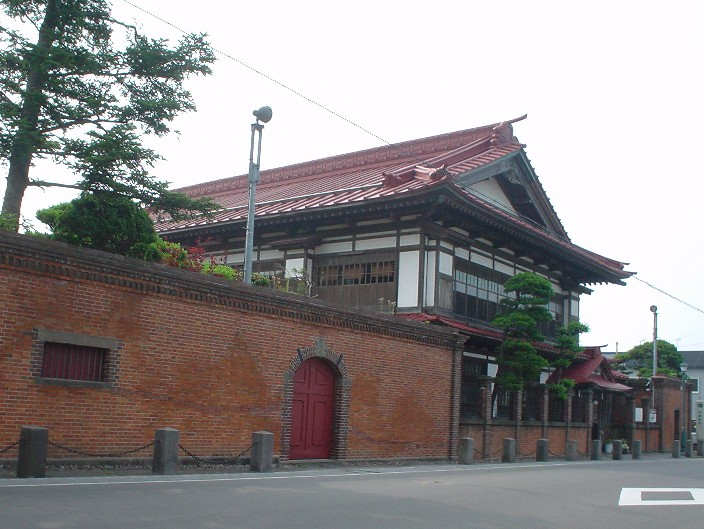
斜陽館